# Туризм в Папуа — Новой Гвинее
Туризм в Папуа-Новой Гвинее является молодой индустрией, но есть потенциальные туристические достопримечательности, которые включают в себя культуру, рынки, фестивали, дайвинг, серфинг, походы, рыбалку и уникальную флору и фауну. Папуа — Новая Гвинея принимает всё больше посетителей каждый год, и в 2015 году их число достигло 184 000 человек.

## Виды деятельности

### Культура
Культура Папуа — Новой Гвинеи очень разнообразна, о чём свидетельствует существование около 750 языков в стране. Стили культурного самовыражения — резьба, танцы, пение, украшения, архитектура и многое другое — сильно различаются по всей стране.

### Пеший туризм
Самая известная пешеходная тропа в Папуа — Новой Гвинее — это Кокодский тракт, место знаменитой битвы времен Второй мировой войны между Австралией и Японией. Ещё один популярный маршрут — восхождение на гору Вильгельм, самую высокую гору в стране.

### Сёрфинг
Сезон сёрфинга длится с октября по май. Южная сторона Папуа — Новой Гвинеи включает такие места, как пляж Хула (100 км от Порт-Морсби), Милн-Бей, Бугенвиль и Восточная Новая Британия. На севере страны популярными для сёрфинга городами являются Ванимо и Маданг.

## Безопасность
Путешествия в Папуа-Новую Гвинею могут представлять опасность из-за высокого уровня преступности, включая разбой и сексуальное насилие. Наиболее небезопасными считаются крупные города, такие как Порт-Морсби, Лаэ и Маунт-Хаген.